# 嫦娥1号
嫦娥1号（じょうがいちごう/Chang'e I）は、中華人民共和国初の月周回衛星。中国の神話の中の人物嫦娥から命名された。嫦娥1号は、高度約200キロメートルのところを1年間にわたって周回し、科学的な探査を行った。探査機の運搬ロケットには長征3A型が使用され、2007年10月24日18時5分に四川省の西昌衛星発射センターから打ち上げられた。衛星の総重量は2,350 kg。大きさは2000mm×1720mm×2200mm。太陽電池パネルを展開すると全長18m。嫦娥一号は中国嫦娥計画の最初の段階のプロジェクトである。2004年1月の開始以来、このプロジェクトには14億元が費やされた。

## 探査内容
嫦娥一号の4つの主要探査：
- 月面の3次元映像の取得
CCD立体カメラとレーザ高度計を用いて月全体の立体地図を制作する。月の地質構造の変化の研究に役に立つ。将来月着陸地点の選択のために有用な参考データとなる。
- 月面に存在する元素の分布の調査（アルミニウム、カルシウムなどを含めた元素14種類）。また画像分光器を利用して造岩鉱物（カンラン石、輝石、斜長石など）の月面における量と分布の調査。
- 月の表土（レゴリス）の厚さの調査（ヘリウム3存在量の確認）
- 月と地球の間の環境の調査（太陽高エネルギー粒子測定器と太陽風粒子測定器を利用して太陽風のデータの記録、また太陽活動が月と地球の間の環境に与える影響を観測）

4つの主要探査以外に
- 月面の地形や構造の把握
- クレーターの密度や分布、大きさや形などの調査
- 月の進化における初期段階の調査、及び月の構造の進化の調査

後期
- 月到達までの道のりで軌道変更の回数を減らすことができたため、嫦娥一号は1年余りの運用に十分な燃料を節約できた。計画運用期間が終わった時、さらに高精度な月面画像の獲得のため、衛星の軌道を100kmに調整できるかもしれない。また嫦娥一号を月にぶつける計画もある。[3]
- 2009年3月1日、嫦娥1号は計画の最終段階として15時36分より減速を開始、16時13分に月面の豊かの海に落下した。国防科学技術工業委員会（中国）によれば、これは計画された制御された衝突であった。[4] 衝突地点は南緯1度30分 東経52度22分 / 南緯1.50度 東経52.36度。[5][6][7] その軌道ミッション中、プローブは1400ギガビットまたは175ギガバイト（GB）のデータを送信した。[8]

## 搭載機器
嫦娥1号は全部で130kgの機器を搭載している。そのうち8台の主要機器が含まれる。
- CCD立体カメラ
月面の立体映像の撮影に用いる。解像度は120m。
- レーザ高度計
月面の三次元画像生成の補助に用いる。月面の光を反射しない地区(例えば両極)では、地形図作成の主要な機器となる。解像度は1m。
- 画像分光器
月面の光波の分布を調べる
- ガンマ線分光器
月表面の14種類の元素(チタン、ウラン、トリウム、カリウム、酸素、鉄、ケイ素、マンガン、クロム、ゲルマニウム、マグネシウム、アルミニウム、カルシウム、ナトリウム)の調査に用いる。
- X線分光器
ケイ素、アルミニウム、マグネシウムの分布を調べる
- マイクロ波測定器
月の表土の厚さ及び、月の裏面の輝度、温度と月両極の地上の情報を取得する（月周回衛星では世界初の試みとなる）
- 太陽高エネルギー粒子測定器
衛星周囲の高エネルギー帯電粒子のエネルギーを測定する。
- 太陽風粒子測定器(低エネルギーイオン測定器)
地球から月、及び月付近の空間の環境を測定する。嫦娥一号で最も早く運用を開始した機器の一つ。

補助機器
- 大容量メモリー
48GB。各種機器が出力したデータを一時的に保存。
- スターセンサー、紫外線センサー
衛星の位置測定に使用

## 地上設備
嫦娥一号の位置測量のための設備
- 遠望型衛星追跡艦
衛星の観測及びコントロール
- 上海余山の25m口径電波望遠鏡
- ウルムチ南山の25m口径電波望遠鏡
- 北京市密雲県の50m口径電波望遠鏡
- 雲南省昆明市鳳凰山の40m口径電波望遠鏡

このほか、欧州宇宙機関の通信施設も借用している。

## その他

### 歌曲の搭載
東方紅1号が地球に歌曲『東方紅』を送信した前例から、今回の嫦娥1号にもいくつかの楽曲が載せられ、地上に送信されることになった。2006年7月7日、国防科学技術工業委員会は30曲の歌曲を選んで載せることを決定し、その後中央電視台、中国音楽家協会と共同で全国人民投票活動を行った。10月、国防科学技術工業委員会が提出した150余りのあらかじめ準備された曲から、30曲の歌が選ばれた。またこれ以外に2曲が特別に載せられることになった。

### 関連した出来事
- 2007年10月初旬、西昌衛星発射センターで嫦娥一号打ち上げ現場見学チケットが販売された。定価800元/人。定員は2000席前後。中国人民のみ購入できた。
- 嫦娥一号の打ち上げ成功を受けて、24Kの金メッキを施された1/30スケールの嫦娥一号の模型が王府井の工美大厦で公開された。
- 「嫦娥一号航天印」という純銀製の印章が11月6日に北京にある中華世紀壇で公開された。高さ9.5cm。重量1380gのこの印章には56個のダイアモンドがちりばめられている。
- 嫦娥一号の打ち上げを記念して、中国航天博物館監修の純金記念硬貨セットが3,000セット発売された。値段は1セット12,800元。ただしこの記念硬貨は一般の硬貨として使うことはできない。

### 失踪疑惑
11月12日新華社通信が報道した「嫦娥一号地上と45分間通信が断絶」の記事を受けて、ネットでは嫦娥一号が失踪したのではといううわさが広まった。17日、月探査計画の責任者がデマの打消しのためメディアに登場した。一時的な通信断絶は想定内で、通信が断絶しても衛星は自律運行ができるという。